# Orquestra Chinesa de Taipé
A Orquestra Chinesa de Taipé (chinês: 臺北市立國樂團, pinyin: Táiběishì Lìguó Yuètuán; em inglês:  Taipei Chinese Orchestra, TCO) é uma orquestra chinesa, cuja sede está situada está no distrito de Zhongzheng, em Taipé, Taiwan. Foi fundada em 1979, sendo o primeiro conjunto profissional deste género em Taiwan.